# Denise Biellmann
Denise Biellmann (Zurique, 11 de dezembro de 1962) é uma ex-patinadora artística suíça. Ela foi campeã do Campeonato Mundial e do Campeonato Europeu em 1981.

## Principais resultados
| Resultados                                                            | Resultados    | Resultados      | Resultados    | Resultados        | Resultados       | Resultados        | Resultados        | Resultados      | Resultados      | Resultados    | Resultados    | Resultados    |
| Internacional                                                         | Internacional | Internacional   | Internacional | Internacional     | Internacional    | Internacional     | Internacional     | Internacional   | Internacional   | Internacional | Internacional | Internacional |
| Evento/Temporada                                                      | 1972– 1973    | 1973– 1974      | 1974– 1975    | 1975– 1976        | 1976– 1977       | 1977– 1978        | 1978– 1979        | 1979– 1980      | 1980– 1981      |               |               |               |
| --------------------------------------------------------------------- | ------------- | --------------- | ------------- | ----------------- | ---------------- | ----------------- | ----------------- | --------------- | --------------- | ------------- | ------------- | ------------- |
| Jogos Olímpicos                                                       |               |                 |               |                   |                  |                   |                   | 4.ª             |                 |               |               |               |
| Campeonato Mundial                                                    |               |                 |               | 15.ª              | 10.ª             | 5.ª               | 5.ª               | 6.ª             | Medalha de ouro |               |               |               |
| Campeonato Europeu                                                    |               |                 |               |                   | 6.ª              | 4.ª               | Medalha de bronze | WD              | Medalha de ouro |               |               |               |
| NHK Trophy                                                            |               |                 |               |                   |                  |                   |                   |                 | Medalha de ouro |               |               |               |
| Richmond Trophy                                                       |               |                 |               |                   |                  | Medalha de bronze |                   |                 |                 |               |               |               |
| Nacional                                                              |               |                 |               |                   |                  |                   |                   |                 |                 |               |               |               |
| Campeonato Suíço                                                      |               |                 | 11.ª          | Medalha de bronze | Medalha de prata | Medalha de prata  | Medalha de ouro   | Medalha de ouro | Medalha de ouro |               |               |               |
| Campeonato Suíço – Júnior                                             | 5.ª           | Medalha de ouro |               |                   |                  |                   |                   |                 |                 |               |               |               |
|                                                                       |               |                 |               |                   |                  |                   |                   |                 |                 |               |               |               |
| Legenda: WD = Abandonou; Competição não foi disputada nesta temporada |               |                 |               |                   |                  |                   |                   |                 |                 |               |               |               |